# فهرست مناطق زمانی بر پایه کشور
این فهرست مناطق زمانی کشورها را نشان می‌دهد که برپایهٔ بیشترین مناطق زمانی فهرست مرتب شده‌است.
| کشور                                           | تعداد مناطق زمانی | منطقه زمانی | توضیحات                        |
| ---------------------------------------------- | ----------------- | --- | ------------------------------ |
| فرانسه                                         | ۱۲                | یوتی‌سی ۱۰:۰۰- — بیشتر پلی‌نزی فرانسه یوتی‌سی ۹:۳۰- — جزایر مارکیز یوتی‌سی ۹:۰۰- — جزایر گامبیر یوتی‌سی ۸:۰۰- — جزیره کلیپرتون یوتی‌سی ۴:۰۰- (AST) — گوادلوپ، مارتینیک، سن بارتلمی، سنت مارتین فرانسه یوتی‌سی ۳:۰۰- (PMST) — گویان فرانسه، سن-پیر-ا-میکلون یوتی‌سی ۱:۰۰+ (زمان اروپای مرکزی) — Metropolitan France یوتی‌سی ۳:۰۰+ — مایوت یوتی‌سی ۴:۰۰+ — رئونیون یوتی‌سی ۵:۰۰+ — جزایر کرگولن، جزایر کروزت یوتی‌سی ۱۱:۰۰+ — کالدونیای جدید یوتی‌سی ۱۲:۰۰+ — والیس و فوتونا | Time in France                 |
| ایالات متحده آمریکا                            | ۱۱                | یوتی‌سی ۱۲:۰۰- (غیررسمی) — جزیره بیکر و جزیره هاولند یوتی‌سی ۱۱:۰۰- (ST) — ساموآی آمریکا، جزیره جارویس، آب‌سنگ کینگمن، آب‌سنگ مرجانی میدوی و جزیره مرجانی پالمیرا یوتی‌سی ۱۰:۰۰- (HAT) — هاوایی، بیشتر جزایر الیوشن، و آب‌سنگ جانستون یوتی‌سی ۹:۰۰- (AKT) — بیشتر ایالت‌های آلاسکا یوتی‌سی ۸:۰۰- (منطقه زمانی اقیانوس آرام) — ایالت‌های واقع شده در Pacific coast, نوادا، و بخشی از آیداهو یوتی‌سی ۷:۰۰- (MT) — آریزونا، کلرادو، مونتانا، نیومکزیکو، یوتا، وایومینگ، بخشی از آیداهو، کانزاس، نبراسکا، اورگن، داکوتای شمالی، داکوتای جنوبی، و تگزاس یوتی‌سی ۶:۰۰- (منطقه زمانی مرکزی) — Gulf Coast , Tennessee Valley, U.S. Interior Highlands, دشت بزرگ (آمریکا), و بیشتر تگزاس یوتی‌سی ۵:۰۰- (منطقه زمانی شرقی) — ایالت‌های واقع شده در اقیانوس اطلس، دو سوم شرقی رود اوهایو، بیشتر میشیگان، Bajo Nuevo Bank, جزیره ناواسا و جزیره صخره سرانیلا یوتی‌سی ۴:۰۰- (AT) — پورتوریکو، جزایر ویرجین ایالات متحده آمریکا و پایگاه هوایی پالمر یوتی‌سی ۱۰:۰۰+ (ChT) — گوآم و جزایر ماریانای شمالی یوتی‌سی ۱۲:۰۰+ (غیررسمی) — جزیره ویک، McMurdo Station, و ایستگاه تحقیقاتی اسکات آمونسن | زمان در ایالات متحده آمریکا    |
| روسیه                                          | ۱۱                | یوتی‌سی ۲:۰۰+ (Kaliningrad Time) — استان کالینینگراد یوتی‌سی ۳:۰۰+ (زمان مسکو) — بیشتر روسیهٔ اروپایی و همهٔ راه‌آهن روسیه یوتی‌سی ۴:۰۰+ (Samara Time) — استان آستراخان، استان سامارا، اودمورتیا، استان اولیانوفسک یوتی‌سی ۵:۰۰+ (Yekaterinburg Time) — باشقیرستان، استان چلیابینسک، خانتی-مانسی، استان کورگان، استان اورنبورگ، سرزمین پرم، استان سوردلوفسک، استان تیومن، و یامالو-ننتس یوتی‌سی ۰۶:۰۰+ (Omsk Time) — استان کمروو، استان نووسیبیرسک، استان اومسک و استان تومسک یوتی‌سی ۷:۰۰+ (Krasnoyarsk Time) — سرزمین آلتایی، جمهوری آلتایی، خاکاسیا، سرزمین کراسنویارسک و تووا یوتی‌سی ۸:۰۰+ (Irkutsk Time) — بوریاتیا و استان ایرکوتسک یوتی‌سی ۹:۰۰+ (Yakutsk Time) — استان آمور، غربجمهوری یاقوتستان، و سرزمین زابایکالسکی یوتی‌سی ۱۰:۰۰+ (Vladivostok Time) — استان خودگردان یهودی، سرزمین خاباروفسک، استان ماگادان، سرزمین پریمورسکی، و مرکز جمهوری یاقوتستان یوتی‌سی ۱۱:۰۰+ (Srednekolymsk Time) — شرق جمهوری یاقوتستان و استان ساخالین یوتی‌سی ۱۲:۰۰+ (Kamchatka Time) — ناحیه خودگردان چوکوتکا و سرزمین کامچاتکا                                                    | Time in Russia                 |
| جنوبگان                                        | ۱۰+               | با توجه به اینکه جنوبگان کشور نیست ۱۰منطقهٔ زمانی دارد. | Time in Antarctica             |
| بریتانیا                                       | ۹                 | یوتی‌سی ۸:۰۰- — جزایر پیت‌کرن یوتی‌سی ۵:۰۰- — جزایر کیمن یوتی‌سی ۴:۰۰- (AST) — آنگویلا، برمودا، جزایر ویرجین بریتانیا، مونتسرات، جزایر تورکس و کایکوس یوتی‌سی ۳:۰۰- (FKST) — جزایر فالکلند یوتی‌سی ۲:۰۰- — جزایر جورجیای جنوبی و ساندویچ جنوبی ساعت هماهنگ جهانی (ساعت گرینویچ) — بیشتر قلمرو انگلستان، سنت هلنا، اسنشن و تریستان دا کونا، گرنزی، جزیره من، جرزی یوتی‌سی ۱:۰۰+ (زمان اروپای مرکزی) — جبل طارق یوتی‌سی ۲:۰۰+ (زمان اروپای شرقی) — آکراتاری و داکیلیا یوتی‌سی ۰۶:۰۰+ — قلمرو بریتانیا در اقیانوس هند | Time in United Kingdom         |
| استرالیا                                       | ۸                 | یوتی‌سی ۵:۰۰+ — جزیره هرد و جزایر مک‌دونالد یوتی‌سی ۶:۳۰+ — جزایر کوکوس یوتی‌سی ۷:۰۰+ (CXT) — جزیره کریسمس یوتی‌سی ۸:۰۰+ (AWST) — استرالیای غربی یوتی‌سی ۹:۳۰+ (ACST) — استرالیای جنوبی، قلمرو شمالی (استرالیا) یوتی‌سی ۱۰:۰۰+ (AEST) — کوئینزلند، نیو ساوت ولز، قلمرو پایتختی استرالیا، ویکتوریا (استرالیا), تاسمانی یوتی‌سی ۱۰:۳۰+ — جزیره لرد هاوو یوتی‌سی ۱۱:۰۰+ (NFT) — جزیره نورفک | Time in Australia              |
| کانادا                                         | ۶                 | یوتی‌سی ۸:۰۰- (منطقه زمانی اقیانوس آرام) — بیشتر بخش غربی بریتیش کلمبیا، Tungsten و Cantung Mine در نواحی شمال غرب، یوکان یوتی‌سی ۷:۰۰- (MST) — آلبرتا، بعضی از بخشی‌های شرقی بریتیش کلمبیا، بیشتر نواحی شمال غرب، نوناووت (west of 102°W and all communities in Kitikmeot Region), لویدمینستر و محدودهٔ اطراف ساسکاچوان یوتی‌سی ۶:۰۰- (منطقه زمانی مرکزی) — منیبا، نوناووت (between 85° West and 102°W except غربSouthampton Island), انتاریو (NorthغربOntario west of 90°W with some exceptions and Big Trout Lake area east of 90°W), ساسکاچوان به جز لویدمینستر یوتی‌سی ۵:۰۰- (منطقه زمانی شرقی) — نوناووت east of 85°W and entire Southampton Island, انتاریو east of 90°W (except Big Trout Lake area) plus several more غربareas, استان کبک (most of province) یوتی‌سی ۴:۰۰- (AST) — لابرادور (همه بخش جنوب شرقی), نیوبرانزویک، نوا اسکوشیا، جزیره پرنس ادوارد، بخش شرقی استان کبک یوتی‌سی ۳:۳۰- (NST) — لابرادور (southeastern), نیوفاندلند (جزیره) | Time in Canada                 |
| قلمروی دانمارک                                 | ۵                 | یوتی‌سی ۴:۰۰- — پایگاه هوایی ثول in گرینلند یوتی‌سی ۳:۰۰- — بیشتر گرینلند، including inhabited south coast and west coast یوتی‌سی ۱:۰۰- — Ittoqqortoormiit and surrounding area in گرینلند's Tunu county ساعت هماهنگ جهانی — (ساعت گرینویچ) — Danmarkshavn weather station and surrounding area in گرینلند's Tunu county, جزایر فارو یوتی‌سی ۱:۰۰+ — (زمان اروپای مرکزی) — metropolitan دانمارک | Time in Denmark                |
| نیوزیلند                                       | ۵                 | یوتی‌سی ۱۱:۰۰- — نیووی یوتی‌سی ۱۰:۰۰- — جزایر کوک یوتی‌سی ۱۲:۰۰+ — main territory of New Zealand یوتی‌سی ۱۲:۴۵+ — جزایر چاتام یوتی‌سی ۱۳:۰۰+ — توکلائو | Time in New Zealand            |
| برزیل                                          | ۴                 | یوتی‌سی ۵:۰۰- (Brasília time −۲) — اکری and Southغربآمازوناس (برزیل) یوتی‌سی ۴:۰۰- (Brasília time −۱) — بیشتر بخش‌های آمازوناس (برزیل), ماتو گروسو، ماتوگروسو جنوبی، روندونیا، رورایما یوتی‌سی ۳:۰۰- (Brasília time) — منطقه جنوب شرقی برزیل، منطقه جنوب برزیل، منطقه شمال شرقی برزیل (except some islands), گوییاس، ناحیه فدرال (برزیل), توکانتینس، پارا، آماپا یوتی‌سی ۲:۰۰- (Brasília time +1) — تعدادی جزیره و ساحل شرقی (فرناندو دی نوروها، Trindade and Martim Vaz, Rocas Atoll, Saint Peter and Saint Paul Archipelago) | Time in Brazil                 |
| مکزیک                                          | ۴                 | یوتی‌سی ۸:۰۰- (Zone 4 or Northwest Zone) — state of باخا کالیفرنیا یوتی‌سی ۷:۰۰- (Zone 3 or Pacific Zone) — states of باحا کالیفرنیا سور، ایالت چی‌واوا، نایاریت، سینالوآ و ایالت سونورا یوتی‌سی ۶:۰۰- (Zone 2 or Central Zone) — بیشتر مکزیک یوتی‌سی ۵:۰۰- (Zone 1 or Southeast Zone) — ایالت کینتانا رو | Time in Mexico                 |
| اندونزی                                        | ۳                 | یوتی‌سی ۷:۰۰+ (غربIndonesian Standard Time) — جزیره‌های سوماترا، جاوه، ایالت کالیمانتان غربی و کالیمانتان مرکزی یوتی‌سی ۸:۰۰+ (Central Indonesian Standard Time) — islands of سولاوسی، بالی، provinces of سوندای شرقی، سوندای غربی، کالیمانتان شرقی و کالیمانتان جنوبی یوتی‌سی ۹:۰۰+ (Eastern Indonesian Standard Time) — استان‌ها of ملوک، ملوک شمالی، پاپوآ و پاپوآی غربی | Time in Indonesia              |
| کیریباتی                                       | ۳                 | یوتی‌سی ۱۲:۰۰+ — جزایر گیلبرت یوتی‌سی ۱۳:۰۰+ — جزایر فینیکس یوتی‌سی ۱۴:۰۰+ — جزایر لاین |                                |
| شیلی                                           | ۲                 | یوتی‌سی ۵:۰۰- — جزیره ایستر یوتی‌سی ۳:۰۰- — قلمرو اصلی | Time in Chile                  |
| جمهوری دموکراتیک کنگو                          | ۲                 | یوتی‌سی ۱:۰۰+ (WAT) — غرببخشی از کشور یوتی‌سی ۲:۰۰+ (CAT) — بخش شرقی کشور |                                |
| اکوادور                                        | ۲                 | یوتی‌سی ۶:۰۰- (GALT) — استان گالاپاگوس یوتی‌سی ۵:۰۰- (Ecuador Time) — قلمرو اصلی کشور | Time in Ecuador                |
| ایالات فدرال میکرونزی                          | ۲                 | یوتی‌سی ۱۰:۰۰+ — ایالت‌های ایالت چوک و یاپ یوتی‌سی ۱۱:۰۰+ — ایالت‌های کوسرائی و پوناپی |                                |
| قزاقستان                                       | ۲                 | یوتی‌سی ۵:۰۰+ — غرب کشور یوتی‌سی ۰۶:۰۰+ — شرق کشور | Time in Kazakhstan             |
| الگو:Country data Kingdom of Netherlands       | ۲                 | یوتی‌سی ۴:۰۰- (AST) — کارائیب شهرستان‌ها و استان‌های یوتی‌سی ۱:۰۰+ (زمان اروپای مرکزی) — قلمرو اصلی هلند |                                |
| مغولستان                                       | ۲                 | یوتی‌سی ۷:۰۰+ — استان استان خاود، استان اووس و استان بایان-اولگی یوتی‌سی ۸:۰۰+ — بیشتر کشور | Time in Mongolia               |
| پاپوآ گینه نو                                  | ۲                 | یوتی‌سی ۱۰:۰۰+ — بیشتر کشور یوتی‌سی ۱۱:۰۰+ — استان خودمختار بوگاینویل (زمان استاندارد بوگاینویل) |                                |
| پرتغال                                         | ۲                 | یوتی‌سی ۱:۰۰- — آزور ساعت هماهنگ جهانی (زمان اروپای غربی) — مادیرا و قلمرو اصلی پرتغال | Time in Portugal               |
| آفریقای جنوبی                                  | ۲                 | یوتی‌سی ۲:۰۰+ (South African Standard Time) — قلمرو اصلی یوتی‌سی ۳:۰۰+ — جزایر پرینس ادوارد |                                |
| اسپانیا                                        | ۲                 | ساعت هماهنگ جهانی (زمان اروپای غربی) — جزایر قناری یوتی‌سی ۱:۰۰+ (زمان اروپای مرکزی) — قلمرو اصلی اسپانیا | Time in Spain                  |
| افغانستان                                      | ۱                 | یوتی‌سی ۴:۳۰+ | Time in Afghanistan            |
| آلبانی                                         | ۱                 | یوتی‌سی ۱:۰۰+ (زمان اروپای مرکزی) |                                |
| الجزایر                                        | ۱                 | یوتی‌سی ۱:۰۰+ (زمان اروپای مرکزی) |                                |
| آندورا                                         | ۱                 | یوتی‌سی ۱:۰۰+ (زمان اروپای مرکزی) |                                |
| آنگولا                                         | ۱                 | یوتی‌سی ۱:۰۰+ (WAT) |                                |
| آنتیگوآ و باربودا                              | ۱                 | یوتی‌سی ۴:۰۰- (AST) |                                |
| آرژانتین                                       | ۱                 | یوتی‌سی ۳:۰۰- (ART) | Time in Argentina              |
| ارمنستان                                       | ۱                 | یوتی‌سی ۴:۰۰+ | زمان ارمنستان                  |
| اتریش                                          | ۱                 | یوتی‌سی ۱:۰۰+ (زمان اروپای مرکزی) |                                |
| جمهوری آذربایجان                               | ۱                 | یوتی‌سی ۴:۰۰+ | Time in Azerbaijan             |
| باهاما                                         | ۱                 | یوتی‌سی ۵:۰۰- (منطقه زمانی شرقی) |                                |
| بحرین                                          | ۱                 | یوتی‌سی ۳:۰۰+ |                                |
| بنگلادش                                        | ۱                 | یوتی‌سی ۰۶:۰۰+ (BDT) | زمان استاندارد بنگلادش         |
| باربادوس                                       | ۱                 | یوتی‌سی ۴:۰۰- |                                |
| بلاروس                                         | ۱                 | یوتی‌سی ۳:۰۰+ (FET) |                                |
| بلژیک                                          | ۱                 | یوتی‌سی ۱:۰۰+ (زمان اروپای مرکزی) |                                |
| بلیز                                           | ۱                 | یوتی‌سی ۶:۰۰- |                                |
| بنین                                           | ۱                 | یوتی‌سی ۱:۰۰+ (WAT) |                                |
| بوتان (کشور)                                   | ۱                 | یوتی‌سی ۰۶:۰۰+ (BTT) | Time in Bhutan                 |
| بولیوی                                         | ۱                 | یوتی‌سی ۴:۰۰- |                                |
| بوسنی و هرزگوین                                | ۱                 | یوتی‌سی ۱:۰۰+ (زمان اروپای مرکزی) | Time in Bosnia and Herzegovina |
| بوتسوانا                                       | ۱                 | یوتی‌سی ۲:۰۰+ (CAT) |                                |
| برونئی                                         | ۱                 | یوتی‌سی ۸:۰۰+ |                                |
| بلغارستان                                      | ۱                 | یوتی‌سی ۲:۰۰+ (زمان اروپای شرقی) |                                |
| بورکینافاسو                                    | ۱                 | ساعت هماهنگ جهانی (ساعت گرینویچ) |                                |
| بوروندی                                        | ۱                 | یوتی‌سی ۲:۰۰+ (CAT) |                                |
| کامبوج                                         | ۱                 | یوتی‌سی ۷:۰۰+ | Time in Cambodia               |
| کامرون                                         | ۱                 | یوتی‌سی ۱:۰۰+ (WAT) |                                |
| کیپ ورد                                        | ۱                 | یوتی‌سی ۱:۰۰- (Cape Verde Time) |                                |
| جمهوری آفریقای مرکزی                           | ۱                 | یوتی‌سی ۱:۰۰+ (WAT) |                                |
| چاد                                            | ۱                 | یوتی‌سی ۱:۰۰+ (WAT) |                                |
| چین                                            | ۱                 | یوتی‌سی ۸:۰۰+ (Chinese Standard Time) | Time in China                  |
| کلمبیا                                         | ۱                 | یوتی‌سی ۵:۰۰- | Time in Colombia               |
| کومور                                          | ۱                 | یوتی‌سی ۳:۰۰+ (زمان شرق آفریقا) |                                |
| جمهوری کنگو                                    | ۱                 | یوتی‌سی ۱:۰۰+ (WAT) |                                |
| کاستاریکا                                      | ۱                 | یوتی‌سی ۶:۰۰- | Time in Costa Rica             |
| کرواسی                                         | ۱                 | یوتی‌سی ۱:۰۰+ (زمان اروپای مرکزی) |                                |
| کوبا                                           | ۱                 | یوتی‌سی ۵:۰۰- |                                |
| قبرس                                           | ۱                 | یوتی‌سی ۲:۰۰+ (زمان اروپای شرقی) |                                |
| جمهوری چک                                      | ۱                 | یوتی‌سی ۱:۰۰+ (زمان اروپای مرکزی) (CRT) | Time in Czech Republic         |
| جیبوتی                                         | ۱                 | یوتی‌سی ۳:۰۰+ (زمان شرق آفریقا) |                                |
| دومینیکا                                       | ۱                 | یوتی‌سی ۴:۰۰- |                                |
| جمهوری دومینیکن                                | ۱                 | یوتی‌سی ۴:۰۰- |                                |
| تیمور شرقی                                     | ۱                 | یوتی‌سی ۹:۰۰+ | Time in East Timor             |
| مصر                                            | ۱                 | یوتی‌سی ۲:۰۰+ (ساعت رسمی مصر) |                                |
| السالوادور                                     | ۱                 | یوتی‌سی ۶:۰۰- |                                |
| گینه استوایی                                   | ۱                 | یوتی‌سی ۱:۰۰+ (WAT) |                                |
| اریتره                                         | ۱                 | یوتی‌سی ۳:۰۰+ (زمان شرق آفریقا) |                                |
| استونی                                         | ۱                 | یوتی‌سی ۲:۰۰+ (زمان اروپای شرقی) |                                |
| اتیوپی                                         | ۱                 | یوتی‌سی ۳:۰۰+ (زمان شرق آفریقا) | Time in Ethiopia               |
| فیجی                                           | ۱                 | یوتی‌سی ۱۲:۰۰+ |                                |
| فنلاند                                         | ۱                 | یوتی‌سی ۲:۰۰+ (زمان اروپای شرقی) |                                |
| گابن                                           | ۱                 | یوتی‌سی ۱:۰۰+ (WAT) |                                |
| گامبیا                                         | ۱                 | ساعت هماهنگ جهانی (ساعت گرینویچ) |                                |
| گرجستان                                        | ۱                 | یوتی‌سی ۴:۰۰+ | Time in Georgia                |
| آلمان                                          | ۱                 | یوتی‌سی ۱:۰۰+ (زمان اروپای مرکزی) | Time in Germany                |
| غنا                                            | ۱                 | ساعت هماهنگ جهانی (ساعت گرینویچ) |                                |
| یونان                                          | ۱                 | یوتی‌سی ۲:۰۰+ (زمان اروپای شرقی) |                                |
| گرنادا                                         | ۱                 | یوتی‌سی ۴:۰۰- |                                |
| گواتمالا                                       | ۱                 | یوتی‌سی ۶:۰۰- |                                |
| گینه                                           | ۱                 | ساعت هماهنگ جهانی (ساعت گرینویچ) |                                |
| گینه بیسائو                                    | ۱                 | ساعت هماهنگ جهانی (ساعت گرینویچ) |                                |
| گویان                                          | ۱                 | یوتی‌سی ۴:۰۰- |                                |
| هائیتی                                         | ۱                 | یوتی‌سی ۵:۰۰- |                                |
| هندوراس                                        | ۱                 | یوتی‌سی ۶:۰۰- |                                |
| مجارستان                                       | ۱                 | یوتی‌سی ۱:۰۰+ (زمان اروپای مرکزی) | Time in Hungary                |
| ایسلند                                         | ۱                 | ساعت هماهنگ جهانی (ساعت گرینویچ) |                                |
| هند                                            | ۱                 | یوتی‌سی ۵:۳۰+ (IST) | Time in India                  |
| ایران                                          | ۱                 | یوتی‌سی ۳:۳۰+ (ساعت رسمی ایران) | ساعت رسمی ایران                |
| عراق                                           | ۱                 | یوتی‌سی ۳:۰۰+ |                                |
| جمهوری ایرلند                                  | ۱                 | ساعت هماهنگ جهانی (زمان اروپای غربی) | Time in Ireland                |
| اسرائیل                                        | ۱                 | یوتی‌سی ۲:۰۰+ (IST) | Time in Israel                 |
| ایتالیا                                        | ۱                 | یوتی‌سی ۱:۰۰+ (زمان اروپای مرکزی) |                                |
| ساحل عاج                                       | ۱                 | ساعت هماهنگ جهانی (ساعت گرینویچ) |                                |
| جامائیکا                                       | ۱                 | یوتی‌سی ۵:۰۰- |                                |
| ژاپن                                           | ۱                 | یوتی‌سی ۹:۰۰+ (زمان استاندارد ژاپن) | زمان استاندارد ژاپن            |
| اردن                                           | ۱                 | یوتی‌سی ۲:۰۰+ |                                |
| کنیا                                           | ۱                 | یوتی‌سی ۳:۰۰+ (زمان شرق آفریقا) | Time in Kenya                  |
| کره شمالی                                      | ۱                 | یوتی‌سی ۸:۳۰+ (Pyongyang Time) | Time in North Korea            |
| کره جنوبی                                      | ۱                 | یوتی‌سی ۹:۰۰+ (زمان استاندارد کره) | زمان در کره جنوبی              |
| کویت                                           | ۱                 | یوتی‌سی ۳:۰۰+ (زمان استاندارد عربی) |                                |
| کوزوو                                          | ۱                 | یوتی‌سی ۱:۰۰+ |                                |
| قرقیزستان                                      | ۱                 | یوتی‌سی ۰۶:۰۰+ | Time in Kyrgyzstan             |
| لائوس                                          | ۱                 | یوتی‌سی ۷:۰۰+ |                                |
| لتونی                                          | ۱                 | یوتی‌سی ۲:۰۰+ (زمان اروپای شرقی) |                                |
| لبنان                                          | ۱                 | یوتی‌سی ۲:۰۰+ (زمان اروپای شرقی) |                                |
| لسوتو                                          | ۱                 | یوتی‌سی ۲:۰۰+ |                                |
| لیبریا                                         | ۱                 | ساعت هماهنگ جهانی (ساعت گرینویچ) |                                |
| لیبی                                           | ۱                 | یوتی‌سی ۲:۰۰+ |                                |
| لیختن‌اشتاین                                    | ۱                 | یوتی‌سی ۱:۰۰+ (زمان اروپای مرکزی) |                                |
| لیتوانی                                        | ۱                 | یوتی‌سی ۲:۰۰+ (زمان اروپای شرقی) |                                |
| لوکزامبورگ                                     | ۱                 | یوتی‌سی ۱:۰۰+ (زمان اروپای مرکزی) |                                |
| مقدونیه شمالی                                  | ۱                 | یوتی‌سی ۱:۰۰+ (زمان اروپای مرکزی) |                                |
| ماداگاسکار                                     | ۱                 | یوتی‌سی ۳:۰۰+ (زمان شرق آفریقا) |                                |
| مالاوی                                         | ۱                 | یوتی‌سی ۲:۰۰+ (CAT) |                                |
| مالزی                                          | ۱                 | یوتی‌سی ۸:۰۰+ (Malaysian Standard Time) | Time in Malaysia               |
| مالدیو                                         | ۱                 | یوتی‌سی ۵:۰۰+ |                                |
| مالی                                           | ۱                 | ساعت هماهنگ جهانی (ساعت گرینویچ) |                                |
| مالت                                           | ۱                 | یوتی‌سی ۱:۰۰+ (زمان اروپای مرکزی) | Time in Malta                  |
| جزایر مارشال                                   | ۱                 | یوتی‌سی ۱۲:۰۰+ |                                |
| موریتانی                                       | ۱                 | ساعت هماهنگ جهانی (ساعت گرینویچ) |                                |
| موریس                                          | ۱                 | یوتی‌سی ۴:۰۰+ (Mauritius Time) |                                |
| مولدووا                                        | ۱                 | یوتی‌سی ۲:۰۰+ (زمان اروپای شرقی) |                                |
| موناکو                                         | ۱                 | یوتی‌سی ۱:۰۰+ (زمان اروپای مرکزی) |                                |
| مونته‌نگرو                                      | ۱                 | یوتی‌سی ۱:۰۰+ (زمان اروپای مرکزی) |                                |
| مراکش                                          | ۱                 | ساعت هماهنگ جهانی (زمان اروپای غربی) |                                |
| موزامبیک                                       | ۱                 | یوتی‌سی ۲:۰۰+ (CAT) |                                |
| میانمار                                        | ۱                 | یوتی‌سی ۶:۳۰+ (MST) | Time in Myanmar                |
| نامیبیا                                        | ۱                 | یوتی‌سی ۱:۰۰+ (WAT) |                                |
| نائورو                                         | ۱                 | یوتی‌سی ۱۲:۰۰+ |                                |
| نپال                                           | ۱                 | یوتی‌سی ۵:۴۵+ (Nepal Time) | Time in Nepal                  |
| نیکاراگوئه                                     | ۱                 | یوتی‌سی ۶:۰۰- |                                |
| نیجر                                           | ۱                 | یوتی‌سی ۱:۰۰+ (WAT) |                                |
| نیجریه                                         | ۱                 | یوتی‌سی ۱:۰۰+ (WAT) |                                |
| نروژ                                           | ۱                 | یوتی‌سی ۱:۰۰+ (زمان اروپای مرکزی) | Time in Norway                 |
| عمان                                           | ۱                 | یوتی‌سی ۴:۰۰+ |                                |
| پاکستان                                        | ۱                 | یوتی‌سی ۵:۰۰+ (PKT) | Time in Pakistan               |
| پالائو                                         | ۱                 | یوتی‌سی ۹:۰۰+ |                                |
| پاناما                                         | ۱                 | یوتی‌سی ۵:۰۰- |                                |
| پاراگوئه                                       | ۱                 | یوتی‌سی ۴:۰۰- |                                |
| پرو                                            | ۱                 | یوتی‌سی ۵:۰۰- (PET) | Time in Peru                   |
| فیلیپین                                        | ۱                 | یوتی‌سی ۸:۰۰+ (PHT) | Time in Philippines            |
| لهستان                                         | ۱                 | یوتی‌سی ۱:۰۰+ (زمان اروپای مرکزی) |                                |
| قطر                                            | ۱                 | یوتی‌سی ۳:۰۰+ (زمان استاندارد عربی) |                                |
| رومانی                                         | ۱                 | یوتی‌سی ۲:۰۰+ (زمان اروپای شرقی) |                                |
| رواندا                                         | ۱                 | یوتی‌سی ۲:۰۰+ (CAT) |                                |
| سنت کیتس و نویس                                | ۱                 | یوتی‌سی ۴:۰۰- |                                |
| سنت لوسیا                                      | ۱                 | یوتی‌سی ۴:۰۰- |                                |
| الگو:Country data Saint Vincent and Grenadines | ۱                 | یوتی‌سی ۴:۰۰- |                                |
| ساموآ                                          | ۱                 | یوتی‌سی ۱۳:۰۰+ | Time in Samoa                  |
| سان مارینو                                     | ۱                 | یوتی‌سی ۱:۰۰+ (زمان اروپای مرکزی) |                                |
| سائوتومه و پرنسیپ                              | ۱                 | ساعت هماهنگ جهانی (ساعت گرینویچ) |                                |
| عربستان سعودی                                  | ۱                 | یوتی‌سی ۳:۰۰+ (زمان استاندارد عربی) | Time in Saudi Arabia           |
| سنگال                                          | ۱                 | ساعت هماهنگ جهانی (ساعت گرینویچ) |                                |
| صربستان                                        | ۱                 | یوتی‌سی ۱:۰۰+ (زمان اروپای مرکزی) |                                |
| سیشل                                           | ۱                 | یوتی‌سی ۴:۰۰+ (Seychelles Time) |                                |
| سیرالئون                                       | ۱                 | ساعت هماهنگ جهانی (ساعت گرینویچ) |                                |
| سنگاپور                                        | ۱                 | یوتی‌سی ۸:۰۰+ (SST) | Time in Singapore              |
| اسلواکی                                        | ۱                 | یوتی‌سی ۱:۰۰+ (زمان اروپای مرکزی) |                                |
| اسلوونی                                        | ۱                 | یوتی‌سی ۱:۰۰+ (زمان اروپای مرکزی) |                                |
| جزایر سلیمان                                   | ۱                 | یوتی‌سی ۱۱:۰۰+ |                                |
| سومالی                                         | ۱                 | یوتی‌سی ۳:۰۰+ (زمان شرق آفریقا) |                                |
| سودان جنوبی                                    | ۱                 | یوتی‌سی ۳:۰۰+ (زمان شرق آفریقا) |                                |
| سری‌لانکا                                       | ۱                 | یوتی‌سی ۵:۳۰+ (SLST) | Time in Sri Lanka              |
| سودان                                          | ۱                 | یوتی‌سی ۳:۰۰+ (زمان شرق آفریقا) |                                |
| سورینام                                        | ۱                 | یوتی‌سی ۳:۰۰- |                                |
| اسواتینی                                       | ۱                 | یوتی‌سی ۲:۰۰+ |                                |
| سوئد                                           | ۱                 | یوتی‌سی ۱:۰۰+ (زمان اروپای مرکزی) |                                |
| سوئیس                                          | ۱                 | یوتی‌سی ۱:۰۰+ (زمان اروپای مرکزی) | Time in Switzerland            |
| سوریه                                          | ۱                 | یوتی‌سی ۲:۰۰+ (زمان اروپای شرقی) | Time in Syria                  |
| تایوان                                         | ۱                 | یوتی‌سی ۸:۰۰+ | Time in Taiwan                 |
| تاجیکستان                                      | ۱                 | یوتی‌سی ۵:۰۰+ |                                |
| تانزانیا                                       | ۱                 | یوتی‌سی ۳:۰۰+ (زمان شرق آفریقا) |                                |
| تایلند                                         | ۱                 | یوتی‌سی ۷:۰۰+ (THA) | Time in Thailand               |
| توگو                                           | ۱                 | ساعت هماهنگ جهانی (ساعت گرینویچ) |                                |
| تونگا                                          | ۱                 | یوتی‌سی ۱۳:۰۰+ |                                |
| ترینیداد و توباگو                              | ۱                 | یوتی‌سی ۴:۰۰- |                                |
| تونس                                           | ۱                 | یوتی‌سی ۱:۰۰+ (زمان اروپای مرکزی) |                                |
| ترکیه                                          | ۱                 | یوتی‌سی ۳:۰۰+ (TRT) | زمان در ترکیه                  |
| ترکمنستان                                      | ۱                 | یوتی‌سی ۵:۰۰+ |                                |
| تووالو                                         | ۱                 | یوتی‌سی ۱۲:۰۰+ |                                |
| اوگاندا                                        | ۱                 | یوتی‌سی ۳:۰۰+ (زمان شرق آفریقا) |                                |
| اوکراین                                        | ۱                 | یوتی‌سی ۲:۰۰+ (زمان اروپای شرقی) | Time in Ukraine                |
| امارات متحده عربی                              | ۱                 | یوتی‌سی ۴:۰۰+ | Time in United Arab Emirates   |
| اروگوئه                                        | ۱                 | یوتی‌سی ۳:۰۰- | Time in Uruguay                |
| ازبکستان                                       | ۱                 | یوتی‌سی ۵:۰۰+ (Uzbekistan Time) | Time in Uzbekistan             |
| وانواتو                                        | ۱                 | یوتی‌سی ۱۱:۰۰+ |                                |
| واتیکان                                        | ۱                 | یوتی‌سی ۱:۰۰+ (زمان اروپای مرکزی) |                                |
| ونزوئلا                                        | ۱                 | یوتی‌سی ۴:۳۰- | Time in Venezuela              |
| ویتنام                                         | ۱                 | یوتی‌سی ۷:۰۰+ (زمان ایندوچینا) | Time in Vietnam                |
| یمن                                            | ۱                 | یوتی‌سی ۳:۰۰+ |                                |
| زامبیا                                         | ۱                 | یوتی‌سی ۲:۰۰+ (CAT) |                                |
| زیمبابوه                                       | ۱                 | یوتی‌سی ۲:۰۰+ (CAT) |                                |